# Simon Bolivar Buckner
Simon Bolivar Buckner Sr. (Munfordville, 1º aprile 1823 – Munfordville, 8 gennaio 1914) è stato un generale e politico statunitense, originario della Contea di Hart.

## Biografia
Ha servito nell'esercito statunitense durante la guerra messico-statunitense e nell'esercito degli Stati Confederati d'America durante la guerra civile americana.
Ha ricoperto successivamente l'incarico di governatore del Kentucky dal 30 agosto 1887 al 2 settembre 1891 con i democratici. Suo figlio Simon Bolivar Buckner Jr. è stato l'ufficiale statunitense più alto in grado a perire dopo essere stato colpito dal nemico (da una scheggia di bomba a mano) durante la Seconda guerra mondiale.